# Clathria strepsitoxa
Clathria strepsitoxa är en svampdjursart som först beskrevs av Carter och Hope 1889.  Clathria strepsitoxa ingår i släktet Clathria och familjen Microcionidae. Arten är reproducerande i Sverige. Inga underarter finns listade i Catalogue of Life.